# مکس پیرکیس
مکس پیرکیس (انگلیسی: Max Pirkis؛ زادهٔ ۶ ژانویهٔ ۱۹۸۹) هنرپیشه اهل بریتانیا است.
از فیلم‌ها یا برنامه‌های تلویزیونی که وی در آن نقش داشته است می‌توان به روم و ناخدا و فرمانده: آخر دنیا اشاره کرد.
وی همچنین برندهٔ جوایزی همچون جایزه هنرمند جوان شده است.